# Метлішино
Метлі́шино (каз. Метлишин) — село у складі Кизилжарського району Північноказахстанської області Казахстану. Входить до складу Світлопольського сільського округу.
Населення — 195 осіб (2021; 247 у 2009, 366 у 1999, 371 у 1989).
Національний склад станом на 1989 рік:
- росіяни — 100 %.